# Douglas Tottle
Douglas Tottle (nascido em 1944)  é um ativista sindical e jornalista canadense, mais conhecido por ser o autor do livro "Fraud, Famine, and Fascism: The Ukrainian Genocide Myth from Hitler to Harvard" (Em Português: Fraude, fome e fascismo: o mito do genocídio ucraniano de Hitler à Harvard), muitas vezes classificada como uma obra com teor  conspiracionista e negacionista ao Holodomor. O livro descreve o período de fome na Ucrânia-Soviética entre os anos de 1932-1933, como uma farsa, criada por simpatizantes fascistas ucranianos com ligações nazistas e por governos antissoviéticos, com a finalidade de propagar difamação do governo da então União-Sovietica. (p403) O mesmo dizia em seu livro que a suposta farsa do Holodomor foi fortemente propagada pelas agencias pertencentes ao governo dos Estados Unidos, como a CIA e a Universidade de Harvard, supostamente ligada à CIA. (p403)
Os críticos de Tottle o consideram um "apologista soviético", ou um "denunciador" da fome. a obra de Tottle foi defendido pelo grupo britanico Stalin Society, pelo autor Jeff Coplon, pelo educador Grover Furr e pelo Partido Comunista Sueco, com todos os mencionados afirmando suas teses e referenciando sua obra como uma pesquisa histórica válida, que expôs o "mito do genocídio da fome [...] e para todos". O trabalho de Tottle foi posteriormente submetido à "Comissão Internacional de Inquérito sobre a Fome de 1932–33 na Ucrânia" e foi examinado como prova durante a sessão da comissão em Bruxelas.

## Biografia
Tottle nasceu na cidade de Quebec, mas depois foi morar no oeste do Canadá. Ele possuiu vários empregos ao longo de sua vida profissional, incluindo técnico de laboratório fotográfico, artista plástico, mineiro e metalúrgico. Como ativista sindical, ele editou o jornal The Challenger, pertecente ao grupo United Steelworkers, entre os anos de 1975 à 1985. Tottle também pesquisou sobre temas relacionados à história do trabalho e trabalhou como organizador sindical, entre trabalhadores agrícolas de etinia chicana na Califórnia e trabalhadores agrícolas indígenas nativos no Manitoba . Tottle escreveu para várias publicadoras canadenses e americanas.

## Negação do Holodomor em sua obra,Fraude, Fome e Fascismo.
Douglas Tottle é mais conhecido por seu livro "Fraud, Famine, and Fascism: the Ukrainian Genocide Myth from Hitler to Harvard" no qual argumenta que a tese de uma fome soviética intencionalmente orquestrada pela União Soviética, teria sido uma história falsa, criada como uma forma de propaganda nazista. sendo inicialmente criada por simpatizantes nazistas ucranianos e alemães e tendo sido fortemente propagadas pela América através das editoras pertencentes ao empresário William Randolph Hearst . Tottle argumenta também que, embora houvesse erros na política econômica soviética e os mesmos possam terem contribuído para a fome, outros fatores externos, incluindo os cúlaques, o acúmulo de grãos, as condições climáticas e as sanções estrangeiras, também devem serem levadas em consideração.
Tottle escreve que está mais ligado as "conexões nazistas e fascistas" e nos "encobrimentos da colaboração em tempo de guerra". Em 1988, a Comissão Internacional de Inquérito sobre a Fome de 1932–33 na Ucrânia foi criada para estabelecer se de fato ocorreu ou não a fome. Tottle teria sido convidado pela comissão para comparecer às audiências, mas o mesmo não respondeu. O livro de Tottle foi examinado durante uma das sessões da comissão em Bruxelas, realizada entre os dias 23 e 27 de maio de 1988, com depoimentos de várias testemunhas especializadas no assunto, de acordo com o presidente da Comissão, Jacob Sundberg, foi constatado que Tottle provavelmente teve assistência por parte de autoridades soviéticas para a produção do material incluído em seu livro.
A escritora Anne Applebaum afirmou que organizações do governo soviético contribuíram para sua redação, revisaram manuscritos, e diplomatas soviéticos ajudaram a promoveram sua obra. Ela também afirma que a obra de Tottle provavelmente foi uma resposta política à publicação da obra "The Harvest of Sorrow", de Robert Conquest, no ano anterior, insinuando que houve influencia politicas pessoais na obra de Tottle.